# Aphirape riojana
Aphirape riojana är en spindelart som först beskrevs av Cândido Firmino de Mello-Leitão 1941. 
Aphirape riojana ingår i släktet Aphirape och familjen hoppspindlar. Inga underarter finns listade i Catalogue of Life.